# Wilson Lozada
Wilson Lozada (Bucaramanga, Colombia; 18 de marzo de 1989) es un futbolista colombiano. Juega de mediocampista.

## Clubes
| Club                 | País     | Año       | PJ (G) |
| -------------------- | -------- | --------- | ------ |
| Atlético Bucaramanga | Colombia | 2010      | 5 (0)  |
| Patriotas Boyacá     | Colombia | 2011-2012 | 50 (5) |

## Palmarés

### Campeonatos nacionales
| Título    | Club             | País     | Año  |
| --------- | ---------------- | -------- | ---- |
| Primera B | Patriotas Boyacá | Colombia | 2011 |